# デリー (カレー店)
デリー（DELHI）は、日本人の手による初の本格的なインドカレー店で、1956年に東京の湯島で創業した。

## 概要
創業者の田中敏夫は、戦前スリランカやインドに駐在した経験があり、現地のカレーを日本に紹介したいと思っていた。1956年、カレー店「デリー」を開店。レシピの開発には知り合いの洋食コックのアドバイスを受けた。
常連客から「もっと辛いカレーを」と要望され、1960年頃に「カシミールカレー」を出したところ、その黒さと辛さと旨さで評判となった。1978年には雑誌『non-no』で紹介され、「黄色というより、むしろ黒。食べ物というより、むしろ飲み物。それはあまりの刺激ゆえ、ゆっくり味わうなんてことは、不可能に近いからなのであります」と書かれた。